# Citral
O Citral, ou Lemonal, pode ser qualquer um do par de terpenóides com fórmula molecular C10H16O. Os dois compostos são isômeros duplos. 
- Citral A ou geranial (trans-isômero)
- Citral B ou neral (cis-isômero)

O geranial tem um odor forte de limão. O neral tem um odor de limão menos intenso, porém mais doce. O citral é, portanto, é um composto aromático, usado na perfumaria pelo seu efeito cítrico. O citral também é usado na indústria alimentícia e para fortalecer o óleo de limão.
Foi comprovado possuir forte ação anti-microbiana, e efeitos feromônicos (de comunicação) entre insetos..
Além desses, o citral é usado na síntese da vitamina A, ionona, e metilionona e para mascarar o odor de fumaça.
O citral está presente em óleos de várias plantas como murta de limão (90-95%), Litsea cubeba (70-85%), capim-limão (65-85%), lúcia-lima (30-35%), erva-cidreira, limão e laranja.

## Informações de Saúde e Segurança
O citral deve ser evitado por pessoas com alergia a perfumes.